# Bi Xiaolin
Dans ce nom chinois, le nom de famille, Bi, précède le nom personnel.
Pour les articles homonymes, voir Bi.
Bi Xiaolin (chinois : 毕晓琳) née le 18 septembre 1989, est une footballeuse chinoise qui évolue au poste de gardien de but pour le Dalian Quanjian. Elle fait partie de la sélection nationale pour la Coupe du monde féminine de football 2019. 
Elle est médaillée d'argent des Jeux asiatiques de 2018.

## Statistiques de carrière

### International
Au 7 juin 2019.
| équipe nationale | Année | matchs joués | Buts |
| ---------------- | ----- | ------------ | ---- |
| Chine            | 2017  | 5            | 0    |
| Chine            | 2018  | 1            | 0    |
| Chine            | 2019  | 2            | 0    |
| Total            | Total | 8            | 0    |